# Kapela sv. Roka (Tugonica)
Kapela sv. Roka  je rimokatolička građevina u mjestu Tugonica, općini Marija Bistrica zaštićeno kulturno dobro.

## Opis dobra
Kapela sv. Roka jednostavno je koncipirana građevina koju čini pravokutna lađa na koju se nastavlja plitko trostrano svetište. Izrazitu vertikalnost u vanjštini naglašava poligonalni tornjić s limenom kapom. Kapelu sagrađenu 1727. g. na mjestu starije obnovio je u duhu historicizma g. 1877. H. Bollé. Tom prilikom su porušeni stari toranj, strop i krov, a cijela je kapela bila povišena te dobiva novo pročelje i toranj. Kapela arhitektonski svjedoči o prilagodbi starih oblikovnih elemenata tendencijama neostilova s kraja 19. stoljeća. Svojim je položajem uz glavnu cestu ovog dijela Zagorja jedan od važnijih vertikalnih naglasaka nizinski oblikovanog krajolika.

## Zaštita
Pod oznakom Z-2490 zavedena je kao nepokretno kulturno dobro - pojedinačno, pravnog statusa zaštićena kulturnog dobra, klasificirano kao "sakralna graditeljska baština".